# Ngrayung (Plumpang)
Ngrayung is een bestuurslaag in het regentschap Tuban van de provincie Oost-Java, Indonesië. Ngrayung telt 1953 inwoners (volkstelling 2010).